# Васильевка (Безенчукский район)
Васильевка — село в Безенчукском районе Самарской области. Административный центр сельского поселения Васильевка.

## География
Расположено на левом берегу реки Безенчук в 6 км к западу от пгт Безенчук, в 25 км от Чапаевска и в 60 км к юго-западу от Самары. Через посёлок проходит ж.-д. линия Москва — Сызрань — Самара, имеется станция Майтуга. По северной окраине посёлка проходит автодорога Безенчук — Преполовенка.
На противоположном берегу реки находятся элеватор и бывшая птицефабрика «Безенчукская».

## Население
| 2010 | 2012  | 2013  | 2014  | 2015  | 2016  |
| ---- | ----- | ----- | ----- | ----- | ----- |
| 1109 | ↗1117 | ↘1062 | ↗1114 | ↘1110 | ↘1082 |

## История
В 1859 году Васильевка числилась деревней, в которой было 88 дворов и население 625 человек. Развитие получила в связи с прокладкой железнодорожной линии Батраки-Кинель, в селе была построена станция Майтуга. В 1884 г. в деревне была построена церковь Архангела Михаила.

## Уроженцы
П. А. Солодухин — русский военный и политический деятель.